# James Talarico
James Dell Talarico (Round Rock, 17 de mayo de 1989) es un político y pastor estadounidense, que se desempeña como miembro de la Cámara de Representantes de Texas por el distrito 50 desde noviembre de 2018 sucediendo a Celia Israel. Es miembro del Partido Demócrata y se le considera una fuerza en ascenso entre los demócratas de Texas y es un potencial candidato al Senado de los Estados Unidos en 2026. Talarico actualmente forma parte del Comité de Educación Pública, el Comité de Calendarios y el Comité de Justicia Juvenil y Asuntos Familiares de la Cámara de Representantes de Texas.
Fue elegido en 2018 para representar al distrito 52, que incluye las ciudades de Round Rock, Taylor, Hutto y Georgetown en el condado de Williamson. Tras el ciclo de redistribución de distritos de 2020, Talarico anunció su candidatura a un escaño en el distrito 50 en 2022, la cual ganó, sucediendo a la demócrata Celia Israel.  

## Primeros años y educación
Talarico nació en el Hospital Round Rock del condado de Williamson, Texas, hijo de Tamara Causey, madre soltera. Posteriormente fue adoptado por Mark Talarico. Tiene una hermana menor. Asistió a las escuelas del distrito Escolar Independiente de Round Rock y se graduó de la Escuela Secundaria McNeil del condado de Williamson.
Su abuelo era un predicador bautista en el sur de Texas que, según él, le enseñó que el cristianismo es una religión sencilla —aunque no fácil—, basada en dos mandamientos: «amar a Dios y amar al prójimo».
Talarico obtuvo una licenciatura en Artes en Gobierno de la Universidad de Texas en Austin, donde organizó a los estudiantes para obtener ayuda con la matrícula. Talarico fue miembro de la Friar Society, la sociedad de honor más antigua de la Universidad de Texas. Posteriormente obtuvo una Maestría en Educación en Política Educativa de la Universidad de Harvard.
En agosto de 2022, mientras era miembro de la Cámara de Representantes de Texas, Talarico comenzó a cursar una maestría en Divinidad en el Seminario Teológico Presbiteriano de Austin, que completará en 2025.

## Carrera
En 2011, Talarico se unió a Teach For America, donde enseña lengua y literatura inglesa de sexto grado en Rhodes Middle School, en el lado oeste de San Antonio. Después de dos años en el aula, Talarico se convirtió en el director ejecutivo de Reasoning Mind en el centro de Texas, una organización sin fines de lucro de Texas que se centra en llevar tecnología a las aulas de bajos ingresos.[cita requerida]

## Cámara de Representantes de Texas

### 2018
Talarico lanzó su campaña para la Cámara de Representantes de Texas poco después de que el legislador estatal titular, Larry Gonzales, anunciara su retiro. A los 28 años, Talarico ganó las elecciones especiales y generales contra la republicana Cynthia Flores en 2018, atrayendo la atención de los medios por recorrer a pie todo el distrito.
Talarico prestó juramento a la Cámara de Representantes de Texas el 20 de noviembre de 2018. Fue nombrado miembro de los Comités de Educación Pública y Justicia Juvenil. En 2019, era el miembro más joven de la Legislatura de Texas.
En la 86.ª Legislatura de Texas, presentó la Agenda Estudiantil Integral, un paquete legislativo con proyectos de ley que abordan la política de educación pública. Como miembro del Comité de Educación Pública, ayudó a redactar el Proyecto de Ley 3 de la Cámara de Representantes, que contenía $11.6 mil millones en fondos para la financiación escolar y la reforma del impuesto predial.
Durante el primer mandato de Talarico, Michael Quinn Sullivan, del grupo de defensa conservador Empower Texans, filtró una grabación del presidente de la Cámara de Representantes de Texas, Dennis Bonnen. En ella, Bonnen afirmaba haber reclutado a un rival para "ese chico Talarico".

### 2020
Talarico ganó la reelección contra el exconcejal de la ciudad de Hutto, Lucio Valdez, con el 51.5 por ciento de los votos. Para la 87.ª Sesión Legislativa, fue reelegido para los Comités de Educación Pública y Justicia Juvenil, y designado para el Comité de Calendarios.
Durante la 87.ª sesión legislativa, presentó la Ley Javier Ambler, exigiendo la finalización de los contratos policiales con programas de telerrealidad, en respuesta al supuesto papel que Live PD desempeñó en el asesinato de Javier Ambler a manos de la policía del condado de Williamson. Anteriormente, había criticado la gestión del incidente por parte del sheriff Robert Chody, solicitando su dimisión.
A Talarico le diagnosticaron diabetes tipo 1 durante una estancia de cinco días en la UCI tras un evento de campaña en 2018, donde caminó 40 kilómetros por su distrito. Tras el diagnóstico, descubrió que la insulina puede costar alrededor de 700 dólares al mes a los estadounidenses. Apoyó la aprobación de un proyecto de ley que limitó el precio de la insulina a 25 dólares al mes.
Al final de la sesión legislativa, fue nombrado uno de los 10 mejores legisladores por la revista Texas Monthly.

### 2022
Después de que su distrito se volvió significativamente más republicano durante el proceso de redistribución de distritos de 2020, Talarico anunció que se postularía en el vecino distrito 50 de la Cámara de Representantes, un escaño demócrata seguro que dejó vacante la representante Celia Israel. Su distrito anterior era un distrito clave.
Ganó las elecciones primarias con el 78,5 por ciento de los votos y ganó las elecciones generales con el 76,8 por ciento de los votos.
Durante la 88.ª sesión legislativa, apoyó el Proyecto de Ley de la Cámara de Representantes n.° 25, que crearía el Programa de Importación de Medicamentos Recetados al por Mayor de Texas y permitiría a Texas importar medicamentos canadienses de menor costo aprobados por la Administración de Alimentos y Medicamentos de los Estados Unidos.
Talarico criticó abiertamente la SB 1515 por los fundamentos constitucionales de la separación de la Iglesia y el Estado, que pretendía que los Diez Mandamientos se exhibieran en un lugar visible en las aulas de primaria y secundaria. El proyecto de ley fue declarado muerto en mayo de 2023.

### 2024
Talarico derrotó a Nathan Boynton en las primarias demócratas y no tuvo oposición en las elecciones generales. En 2025, cobró mayor relevancia tras la publicación de unos vídeos en los que Talarico se oponía a un proyecto de ley que implementaría los Diez Mandamientos en las escuelas públicas de Texas, lo que le valió una aparición en The Joe Rogan Experience. Ha expresado públicamente su interés en postularse al Senado de los Estados Unidos en 2026.

## Vida personal, fe y política
Talarico es un cristiano "profundamente religioso" y fue criado como presbiteriano. Es activo en la Iglesia Presbiteriana de San Andrés en Austin.
Es un crítico abierto del nacionalismo cristiano y lo ha calificado como "un cáncer para nuestra religión". Ha citado su fe y las enseñanzas de Jesús, especialmente el mandamiento de amar a Dios y al prójimo, como la razón para lanzar su carrera política. Describe la política como "otra forma de describir cómo tratamos a nuestro prójimo". Talarico describe el nacionalismo cristiano como "la adoración del poder: poder social, poder económico, poder político, en nombre de Cristo" y ha acusado a los nacionalistas cristianos de convertir a Jesús en un fascista armado, anti-gay, negacionista de la ciencia, amante del dinero y alarmista. Argumentó que es "obligatorio para todos los cristianos confrontarlo y denunciarlo" en un sermón de 2023 que acumuló más de un millón de visitas tras su publicación en YouTube.